# Mięta długolistna
Mięta długolistna (Mentha longifolia (L.) L.) – gatunek roślin należący do rodziny jasnotowatych (Lamiaceae). Występuje w stanie dzikim w Afryce, południowej i środkowej Europie, w Azji. W Polsce jest pospolity na całym obszarze. Kenofit.

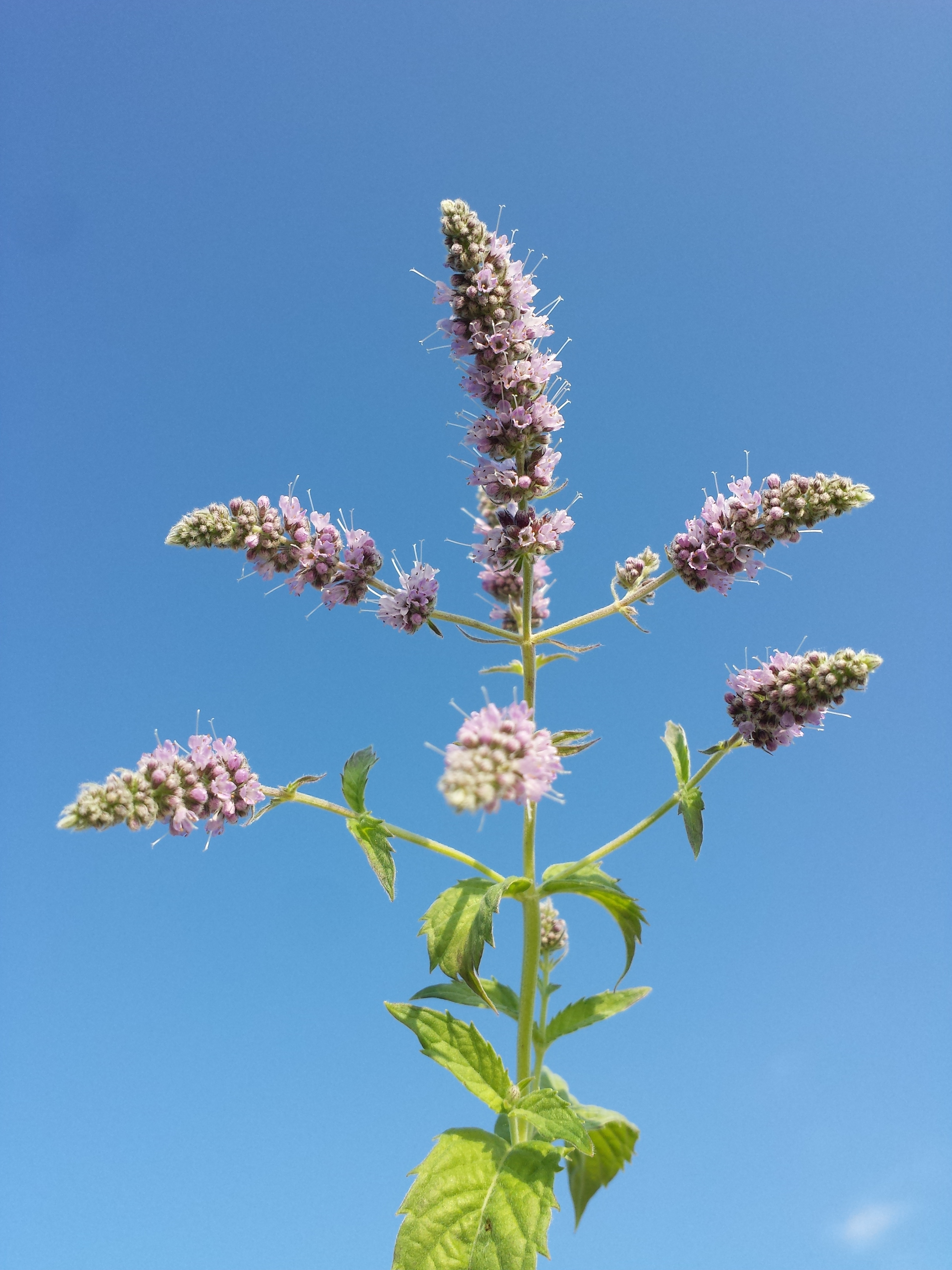
Kwiatostan

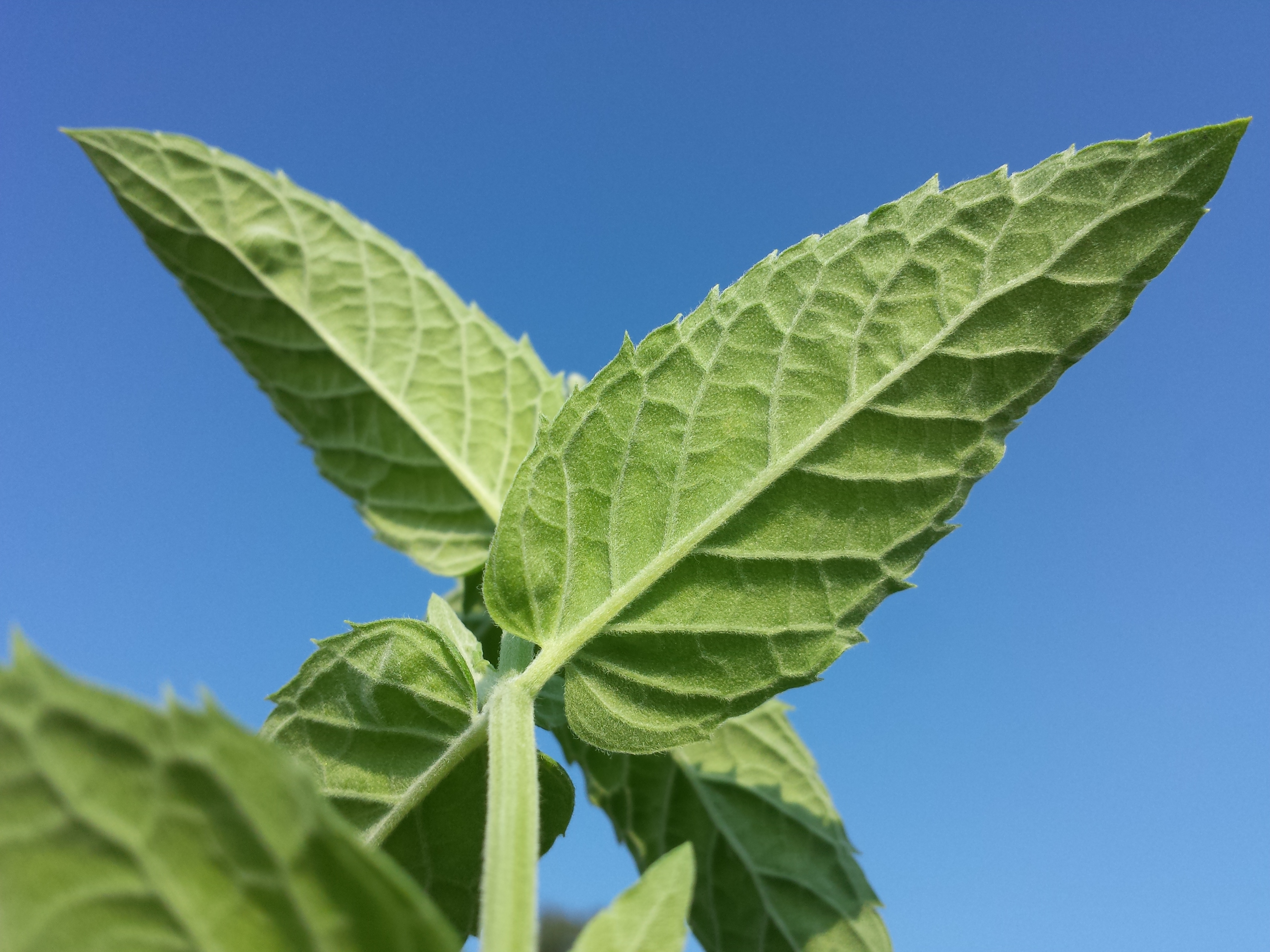
Liść

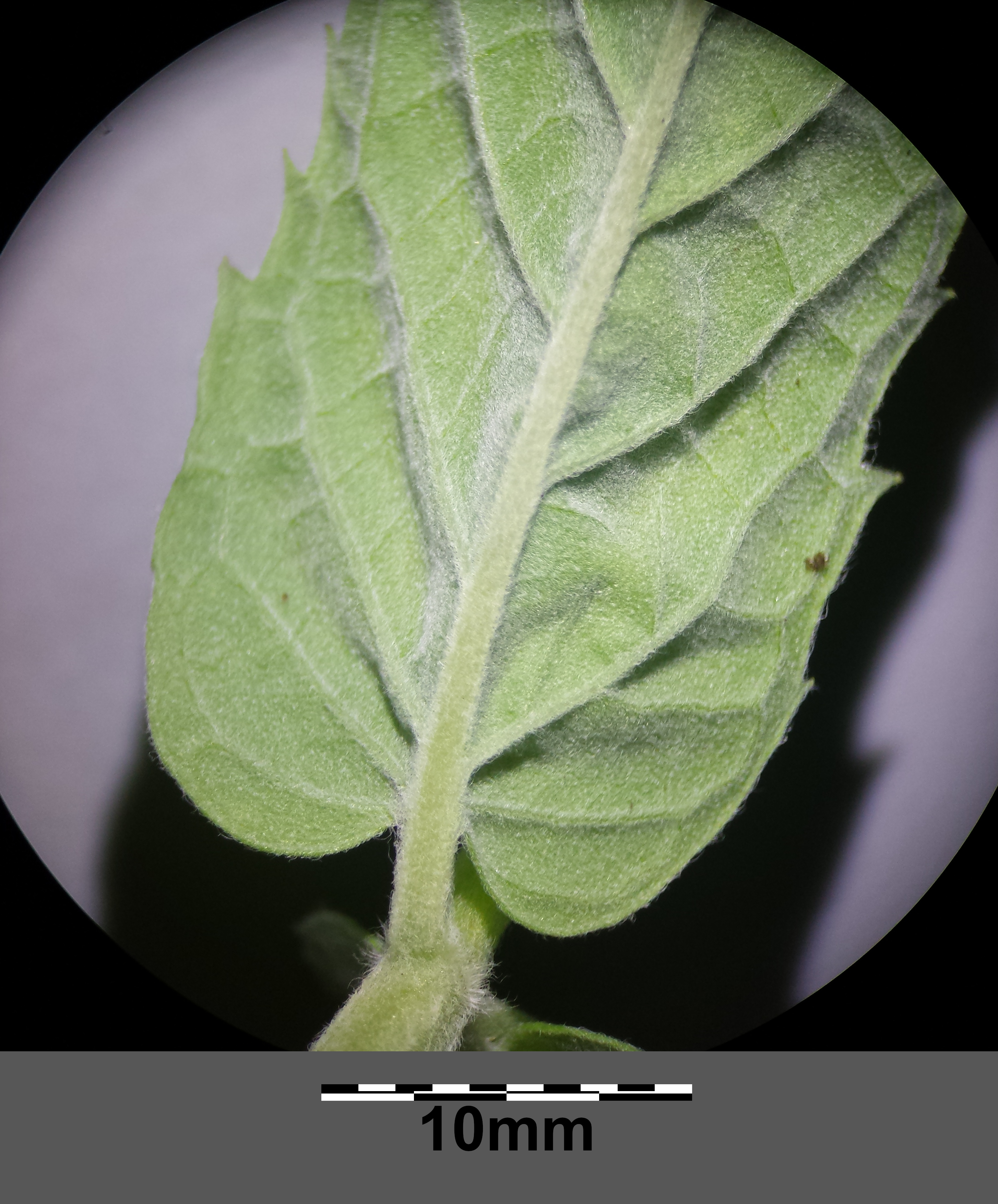
Nasada liścia

## Morfologia
PokrójRoślina wieloletnia o intensywnym zapachu. Osiąga 20-100 cm wysokości. Jest owłosiona włoskami prostymi, lub kędzierzawymi.
ŁodygaWzniesiona, luźno lub gęsto owłosiona, u nasady z podziemnymi rozłogami.
LiścieJajowato-lancetowate lub lancetowate, ostro zakończone, o długości (4)5-9(11) cm. Brzegi ząbkowane lub piłkowane. Na dolnej stronie, a u niektórych form także na górnej, są białawo, szarawo lub sino owłosione, bądź kutnerowate. Tylko dolne mają bardzo krótki ogonek, pozostałe są siedzące.
KwiatyRóżowe lub czerwonawoliliowe w kłosokształtnych kwiatostanach, o długości od 3 do 10 cm. Podsadki lancetowato-szydlaste. Kielich 10-nerwowy, o nerwach zakrytych przez włoski. Ma długość 1,5-3 mm i szydlaste lub lancetowate ząbki. Podczas owocowania dzwonkowaty kielich jest górą przewężony. Korona bladoliliowa, różowa lub fioletowa, o długości 5 mm.
OwoceDelikatnie kropkowane rozłupki, o nieco owłosionych szczytach.

## Biologia i ekologia
Bylina, hemikryptofit. Kwitnie od lipca do września. Siedlisko: wilgotne łąki, brzegi cieków wodnych, rowy, wilgotne pola i polne drogi. Rośnie przede wszystkim na glebach zawierających wapń i azot. W klasyfikacji zbiorowisk roślinnych gatunek charakterystyczny dla Ch/O/All. Agropyro-Rumicion crispi i Ass. Mentho longifoliae-Juncetum oraz gatunek charakterystyczny i wyróżniający dla Ass. Filipendulo-Menthetum longifoliae.

## Zastosowanie
Na  Bliskim Wschodzie mięta długolistna jest używana jako przyprawa lub do sporządzania herbaty.

## Obecność w kulturze
- W Ewangelii Mateusza jest fragment tekstu mówiący o obłudzie: „Biada wam, uczeni w Piśmie i faryzeusze obłudnicy! Bo dajecie dziesięcinę z mięty, kopru i kminu, lecz pomijacie to, co ważniejsze jest w Prawie: sprawiedliwość, miłosierdzie i wiarę””.  Wszyscy badacze roślin biblijnych są zgodni, że słowo mięta dotyczy tutaj mięty długolistnej, jest to bowiem najbardziej na Bliskim Wschodzie pospolity gatunek mięty i do dzisiaj jest używany[9].
- Mięta jest jednym ze składników gorzkich ziół spożywanych przez Izraelitów podczas Pesach[9].